# Matteo Nanni
Matteo Nanni (* 28. Dezember 1970 in Genua) ist ein italienischer Musikwissenschaftler.

## Leben
Er studierte Musikwissenschaft, Philosophie und Romanistik in Cremona und an der Universität Freiburg im Breisgau (1996 Magister Artium. 2003 Promotion mit einer interdisziplinären Dissertation in Philosophie und Musikwissenschaft über Luigi Nono und Theodor W. Adorno). Von 2004 bis 2010 war er Assistent am Musikwissenschaftlichen Seminar der Albert-Ludwigs-Universität Freiburg im Breisgau. Von 2011 bis 2015 war er Assistenzprofessor im Bereich der älteren Musikgeschichte an der Universität Basel und Leiter des dortigen Mikrofilmarchivs. Nach der Habilitation 2015 im Fach Musikwissenschaft in Freiburg im Breisgau wurde er Professor für historische Musikwissenschaft in Gießen. Seit 2021 ist er Professor für Historische Musikwissenschaft mit Schwerpunkt 20. und 21. Jahrhundert an der Universität Hamburg.
Seine Forschungsschwerpunkte sind allgemeine Musikgeschichte, Musik und Musiktheorie des Mittelalters und der Frühen Neuzeit, neuere Musikgeschichte, Geschichte und Theorie der musikalischen Notation (im Rahmen des DFG-Projekts „Writing Music. Iconic, performative, operative, and material aspects in musical notation(s)“), Musikästhetik, Musik und Bild, Editionsphilologie und modernes Musiktheater.

## Publikationen
- Auschwitz – Adorno und Nono. Philosophische und musikanalytische Untersuchungen. Freiburg im Breisgau 2004, ISBN 978-3-7930-9366-4.
- (Hrsg.): Die Schrift des Ephemeren. Konzepte musikalischer Notationen. Basel 2015, ISBN 978-3-7965-3219-1.
- Die Leiblichkeit der Musik. Studien zur musikalischen Wissenskultur in Padua und zur frühen Trecento-Ballata (1250–1360). Hildesheim 2018, ISBN 978-3-487-15614-9.
- mit Kira Henkel (Hrsg.): Von der Oralität zum SchriftBild. Visuelle Kultur und musikalische Notation (9.–13. Jahrhundert). Paderborn 2020, ISBN 978-3-7705-6504-7.
- Politik des Hörens – Zur Lesbarkeit Luigi Nonos, Wolke-Verlag, Hofheim am Taunus 2022, ISBN 978-3-95593-133-9